# Sutton (Ierland)
Sutton (Iers: Cill Fhionntáin) is een plaats in County Dublin, Ierland.
Het bevindt zich ongeveer 12 km van het stadscentrum aan het begin van het schiereiland Howth. Het vormt de verbinding van dit voormalige eiland naar het vasteland.
Sutton is goed bereikbaar vanuit Dublin dankzij het station aan de DART-spoorlijn.
Omringd door talloze stranden is het populair bij golfspelers.
De betekenis van de Ierse naam is: Kerk van Sint Fintan.

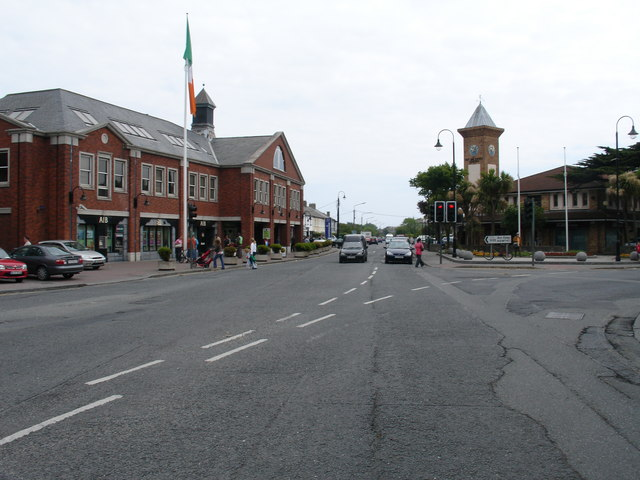
Sutton Cross
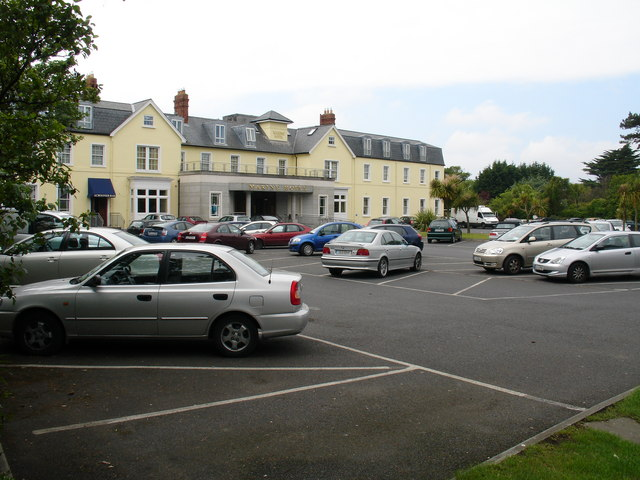
Marine Hotel

In Sutton ligt rock-ster Phil Lynott (1949-1986) begraven, voormalig frontman van de Ierse band Thin Lizzy. En sinds 16 juni 2019 ook zijn moeder, celebrity, schrijver en ondernemer Philomena Lynott.